# Маргарета фон Берг-Виндек
Маргарета фон Берг-Виндек (на немски: Margareta von Berg-Windeck; * 1275/1280; † сл. 1346/1360) от род Лимбург-Арлон от Берг-Виндек, е чрез женитба графиня на Равенсберг (1313 – 1328). Тя е наследничка на графствата Берг и Равенсберг.

## Произход и наследство
Тя е дъщеря на Хайнрих фон Виндек († вер. 1298) и съпругата му Агнес фон Марк († сл. 1258), дъщеря на граф Енгелберт I фон Марк († 1277) и първата му съпруга Кунигунда фон Близкастел († 1265). Внучка е на граф Адолф IV фон Берг († 1259) и Маргарета фон Хохщаден († 1314). Сестра е на граф Адолф VI фон Берг († 1348) и на Кунигунда († сл. 1355), която е абатиса на Гересхайм и Есен.
Маргарета фон Берг-Виндек е погребана в църквата „Св. Ламбертус“ в Дюселдорф-Алтщат. Дъщеря ѝ Маргарета фон Равенсберг-Берг наследява Равенсберг и Берг.

## Фамилия
Маргарета фон Берг-Виндек се омъжва между 25 март 1305 г. и 24 ноември 1312 г. за граф Ото IV фон Равенсберг (1276 – 1328), син на граф Ото III фон Равенсберг († 1306) и съпругата му Хедвиг от Липе († 1315). Те имат две дъщери:
- Хедвиг фон Равенсберг († 5 декември 1336), омъжена пр. 7 април 1328 г. за херцог Вилхелм II фон Брауншвайг-Люнебург († 1369)
- Маргарета фон Равенсберг-Берг († 13 февруари 1389), наследничка на Равенсберг и Берг, омъжена 1338 г. за граф Герхард фон Юлих-Берг († 1360)